# Виктор фон Бюлов
Виктор фон Бюлов (на немски: Victor von Bülow; * 1570; † 1616) е благородник от стария род Бюлов от Мекленбург, господар на Гартов (в Долна Саксония), Оебисфелде (в Саксония-Анхалт), Клайн Швехтен (в Рохау, Саксония-Анхалт).
Той е син на Корд фон Бюлов-Гартов († сл. 1597) и Левеке фон Бюлов, дъщеря на Клеменс фон Бюлов-Венинген († пр. 1537) и Анна фон Малтцан, а.д.Х. Пенцлин (* ок. 1480). Внук е на Вико/Виктор фон Бюлов-Гартов († 1546) и Маргарета фон Маренхолц († 1584).

## Фамилия
Виктор фон Бюлов се жени на 24 август 1599 г. за Клара фон дер Асебург († сл. 1616), дъщеря на Август фон дер Асебург (1545 – 1604) и Елизабет фон Алвенслебен (1552 – 1609), дъщеря на Лудолф X фон Алвенслебен (1511 – 1596) и Барта/Берта фон Бартенслебен (1514 – 1587). Те имат седем деца:
- Клара фон Бюлов
- Корд фон Бюлов
- Август фон Бюлов
- Левеке Елизабет фон Бюлов
- Йохан фон Бюлов
- Лудолф фон Бюлов
- Йохан фон Бюлов-Гартов († сл. 1629), женен за Сабина фон Ягов (* ок. 1610)

- Дворец Гартов в Долна Саксония
- Замък Оебисфелде в Саксония-Анхалт